# Walther Meissner
Walther Meissner (Berlin, 16. prosinca 1882. – München, 15. rujna 1974.), njemački fizičar. Studirao strojarstvo, zatim matematiku i fiziku u Berlinu kod Maxa Plancka, radio u Državnom zavodu za fiziku i tehniku u Berlinu. Bavio se fizikom niskih temperatura, te je u razdoblju od 1922. do 1925. konstruirao, kao treći u svijetu, uređaj za ukapljivanje helija. Godine 1933. s njemačkim fizičarom Robertom Ochsenfeldom (1901. – 1993.) otkrio je učinak izbacivanja magnetskih polja iz supravodljivog materijala (Meissner-Ochsenfeldov učinak ili Meissnerov učinak) na temperaturama nižima od kritične, na kojima se supravodljivost pojavljuje. Godine 1965. osnovao je Središnji institut u Garchingu, koji od 1982. nosi njegovo ime.

## Supravodljivost
Supravodljivost je stanje pojedinih tvari koje se na niskim temperaturama očituje u nestanku njihova električnoga otpora, prolasku električne struje kroz tanku izolatorsku barijeru unutar njih bez električnoga otpora (Josephsonov učinak - Brian Josephson) i lebdenju magneta iznad njihove površine (Meissnerov učinak - Walther Meissner). Supravodǉivost je kvantnomehanička pojava i ne može se objasniti klasičnom fizikom. Tipično nastaje u nekim materijalima na jako niskim temperaturama (nižim od -200 °C).
Supravodljivost je 1911. otkrio Heike Kamerlingh Onnes dok je proučavao ovisnost električnoga otpora žive o temperaturi. Primijetio je da na temperaturama nižima od 4.2 K (-269 °C) električni otpor pada na nemjerljivo malu vrijednost. Zbog supravodljivosti će, na primjer, u olovnom prstenu uronjenom u ukapljeni helij, istosmjerna električna struja nastaviti teći i godinama nakon što se izvor struje isključi. Walther Meissner je 1933. otkrio da se metali ohlađeni do supravodljivoga stanja ponašaju kao savršeni dijamagneti, tj. u tankom površinskom sloju induciraju se struje koje stvaraju takvo magnetsko polje koje poništava vanjsko polje, te je u unutrašnjosti supravodiča magnetsko polje jednako nuli. Ako se na primjer na materijal koji može biti supravodljiv na temperaturama višima od 100 K postavi lagani magnet i ako se materijal polije ukapljenim dušikom, magnet će se podići iznad njega i lebdjeti.
Supravodljivo stanje određuju tri čimbenika svojstvena svakoj tvari: kritična temperatura, kritična magnetska indukcija i kritična gustoća električne struje. Ako je samo jedan od tih triju čimbenika veći od kritične vrijednosti, tvar ne može biti u supravodljivom stanju. Supravodiči se mogu podijeliti na: 
- supravodiče prve vrste, koji su bili prvi otkriveni i uglavnom su čisti kemijski elementi, a koji naglo prelaze u supravodljivo stanje i magnetsko polje ne prodire u njihovu unutrašnjost, i
- supravodiče druge vrste, koji su nađeni poslije, uglavnom su kemijski spojevi i slitine, postupno prelaze u supravodljivo stanje, a u djelomično supravodljivom stanju u njima se oblikuju magnetski vrtlozi.